# Cinema Spiral
Cinema Spiral ist ein Jazzalbum des Jason Roebke Oktetts. Die am 9. November 2014 im Studio Minbal Recording, Chicago, entstandenen Aufnahmen erschienen am 1. Mai 2016 auf NoBusiness Records.

## Hintergrund
Cinema Spiral ist Jason Roebkes zweite Oktett-Veröffentlichung nach High/Red/Center (Delmark, 2014). Er nahm das Album mit einer Auswahl bekannter Musiker aus der Chicagoer Szene auf; mit dem Bassisten Roebke spielten die Saxophonisten Greg Ward und Keefe Jackson, dem Bassklarinettisten Jason Stein, dem Trompeter Josh Berman, dem Posaunisten Jeb Bishop, dem Vibraphonisten Jason Adasiewicz und dem Schlagzeuger Mike Reed. Roebke hatte mit ihnen zuvor in verschiedenen Konstellationen zusammengearbeitet, so in Greg Wards 10 Tongues, Josh Bermans Trio, Reeds People, Places & Things, Steins Locksmith Isidore, Keefe Jacksons Quartett, Adasiewiczs Rolldown und verschiedenen Ensembles mit Jef Bishop.

## Titelliste
- Jason Roebke: Cinema Spiral (NoBusiness Records NBCD 86)

1. Looking Directly into the Camera 5:30
2. Focusing 8:14
3. For a Moment 7:47
4. Getting High 7:11
5. People Laughing 9:15
6. Waiting 5:59
7. L’acmé 8:43

Die Kompositionen stammen von Jason Roebke und entstanden in Zusammenarbeit mit den Musikern.

## Rezeption
Wenn Entropie als wissenschaftliche Theorie beschreibe, wie alle Dinge in der Natur zu einem allmählichen Verfall und einer Unordnung neigen, dann sei das Oktett von Jason Roebke „die Anti-Entropie“, schrieb Mark Corroto in All About Jazz; Roebkes Oktett bringe Ordnung in den Anschein von Chaos. Schon immer sei es die Verlockung des Jazz, dass große Jazzmusiker, die Improvisatoren, die vorgegebenen Noten hinter sich lassen oder sie als Gerüst nutzen, um daran etwas neues aufzubauen. Das sei die Stärke von Roebkes Vision. Im kleinen Rahmen sei es viel einfacher, dies zu tun; im Oktett sei es eine Frage der Schönheit. Wie Charles Mingus würde er Musiker aufgrund ihres einzigartigen Ansatzes auswählen, aber im Gegensatz zu Mingus gebe er seinen Spielern weniger Bindung. Als Beispiel führt der Autor „People Laughing“ an, das mit Hysterie beginne und sich dann zu einer kohärenten Aussage entwickle, zunächst unter den festen Basslinien von Roebke, dann unter den kooperativen Erkundungen der Spieler. Diese Erkundungen des Stückes, zunächst dichte, dann fast minimalistische Improvisationen, würden zu einem organischen Wesen heranwachsen.

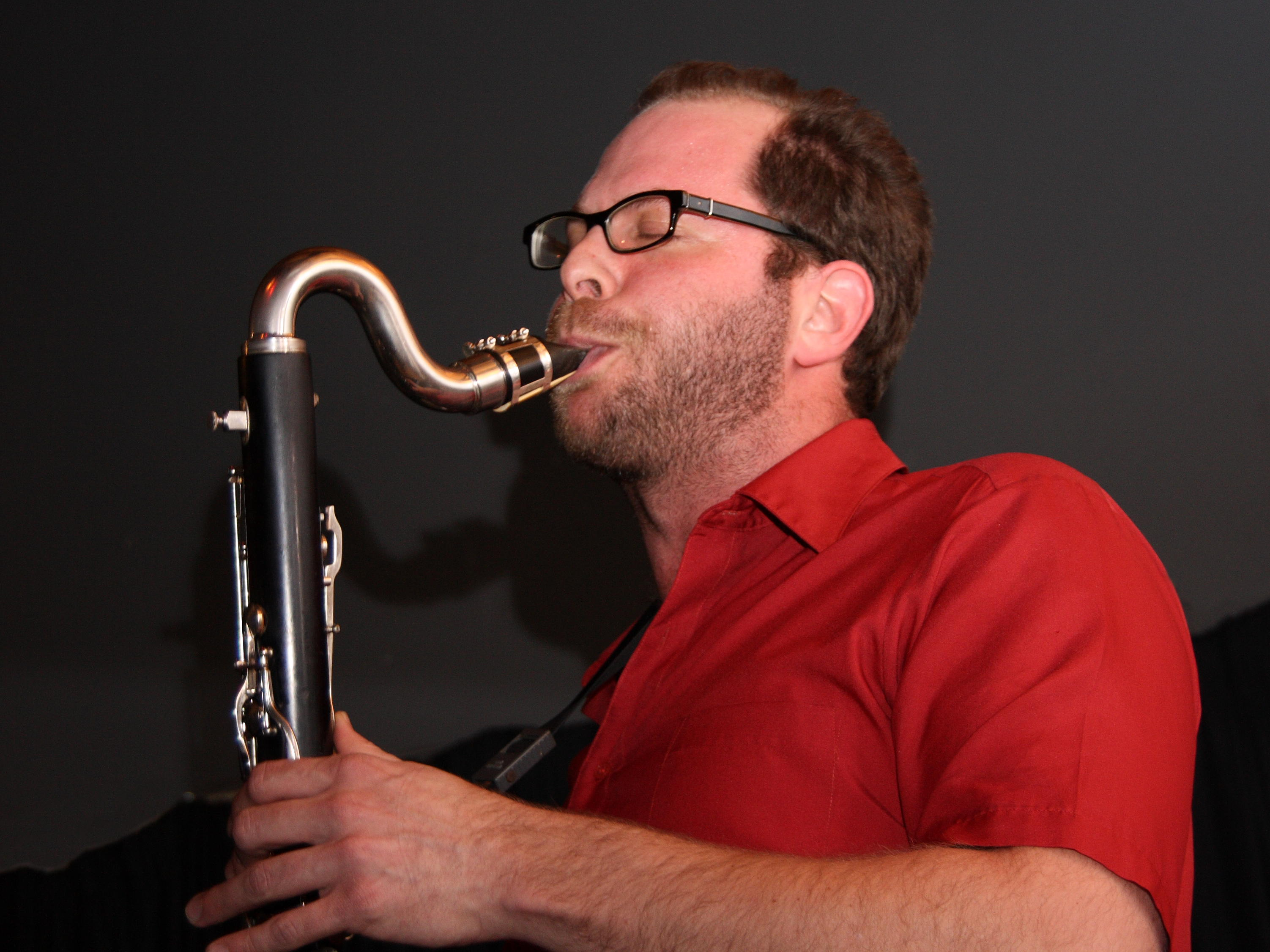
Jason Stein 2010 mit Locksmith Isidore im Club W71, Weikersheim

Ebenfalls in All About Jazz meinte John Sharpe, gewandte Polyphonie scheine die Visitenkarte der Gruppe zu sein, wobei der Austausch in der Gruppe separaten Einzelauftritten vorgezogen werde. Die acht Musiker würden in Roebkes Konzept einbezogen, in dem die kompositorischen Elemente absichtlich verwischt werden, wobei ein oder zwei Instrumente ausgeschriebene Passagen innerhalb des fortlaufenden Wechselspiels skizzierten. Aber natürlich gebe es auch Gelegenheiten, bei denen einzelne Spieler eine herausragende Rolle einnehmen, wobei Jason Adasiewicz’ brillantes Vibraphon und Jason Steins perlende Bassklarinette besonders gut vertreten seien. Roebkes Wahl, das Vibraphon das Ensemble untermauern zu lassen, spiegle die unwiderstehliche Präsenz von Adasiewicz wider und bedeute, dass die Umsetzung des Kompositionsentwurfs harmonisch offen bleibe und erlaube, dass gleichzeitige Inventionen ungehindert geschehen.